# Nicolás Mirepsos

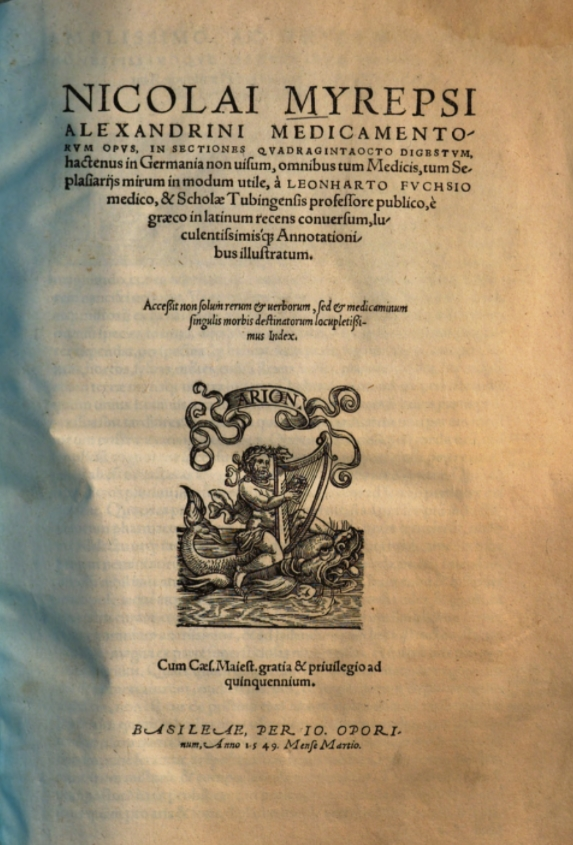
Nicolaus Myrepsus, Nedicamentorum opus ed. Fuchsius (Basilea, 1549)

Nicolás Mirepsos (en latín Nicolaus Myrepsus, en griego Νικόλαος Μυρεψός) fue un médico y escritor griego del siglo XIII.
Jorge Acropolita lo menciona como eminente médico, pero ignorante en filosofía natural. Se encontraba en Nicea, en la corte de Juan III Ducas Vatatzés cuando se produjo un eclipse solar el 6 de octubre de 1241, poco después murió la emperatriz Irene. El emperador lo nombró actuario y visitó Alejandría.
Se le conoce una obra titulada Antidotarium o De Compositione Medicamentorum.